# Pterorhinus delesserti
Pterorhinus delesserti é uma espécie de ave da família Leiothrichidae.
É endémica da Índia.
Os seus habitats naturais são: florestas subtropicais ou tropicais húmidas de baixa altitude.